# Ріоторто
Ріото́рто (ісп. Riotorto, МФА: [rjo.ˈtoɾ.to]) — муніципалітет і містечко в Іспанії, в автономній спільноті Галісія, провінція Луго, комарка Мейра. Розташоване у північно-західній частині країни. Входить до складу Лугоської діоцезії Католицької церкви. Площа муніципалітету — 66,33 км², населення муніципалітету — 1522 ос. (2009); густота населення — 
. Висота над рівнем моря — 190 м. Поштовий індекс — 27744. Телефонний код — 34 982.

## Назва
- Ріото́рто, або Рйото́рто (гал. і ісп. Riotorto, МФА: [rjo.ˈtoɾ.to]) — сучасна іспанська і галісійська назва.

## Географія
Муніципалітет розташований на відстані близько 440 км на північний захід від Мадрида, 45 км на північний схід від Луго.

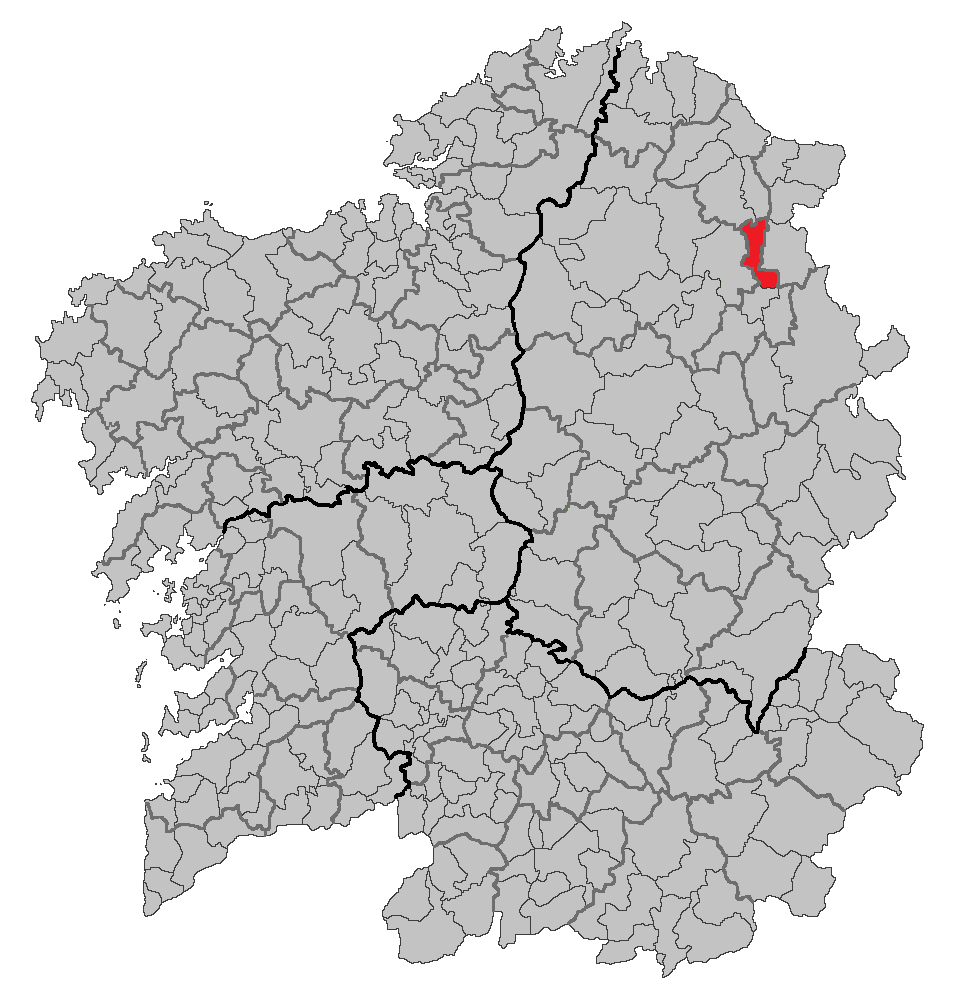
Муніципалітет у Галісії
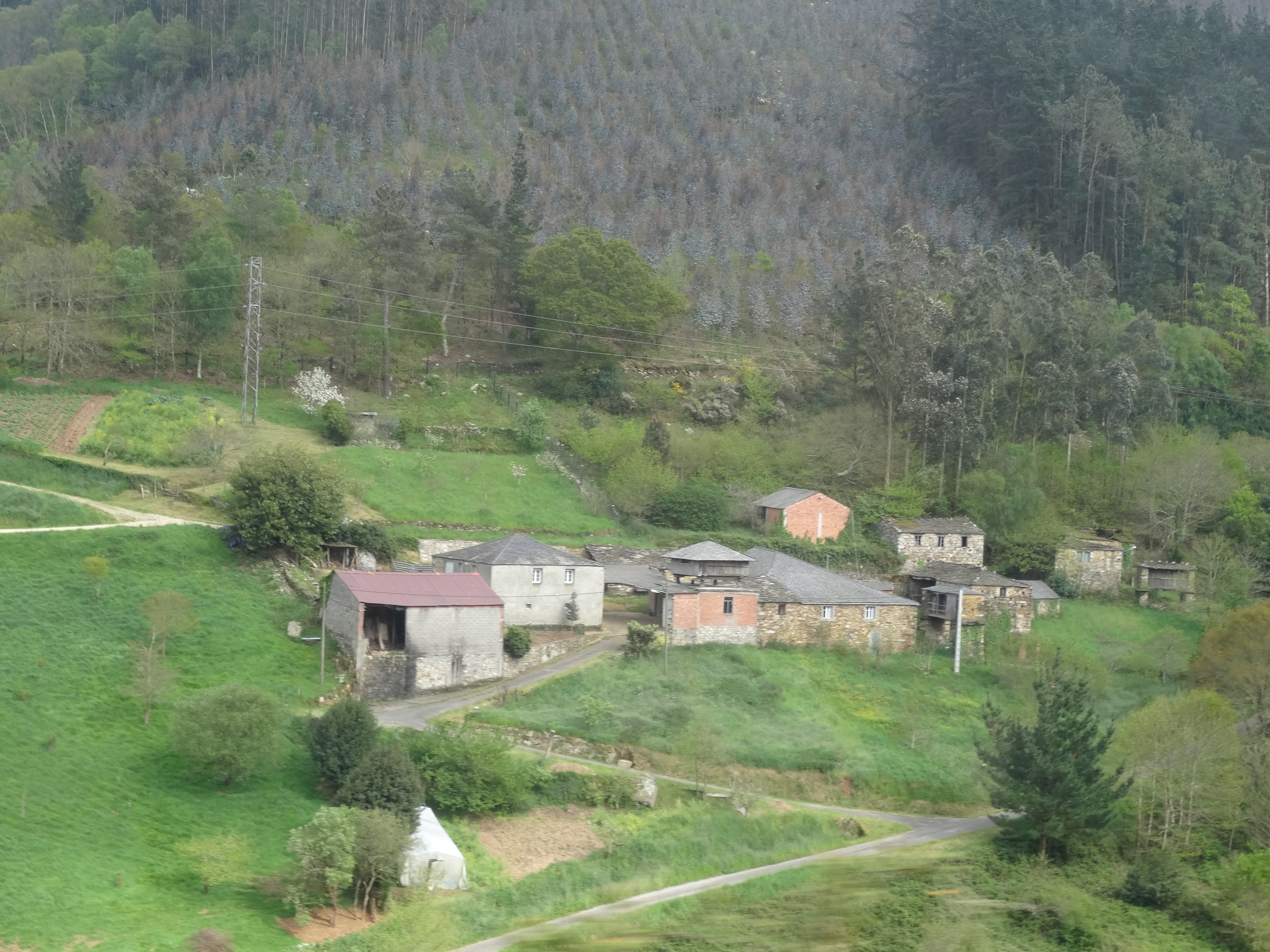
Краєвид

## Демографія
Динаміка населення (INE ):

## Парафії
Муніципалітет складається з таких парафій:
1. Альдурфе
2. Еспасанде-де-Байшо
3. Феррейравелья
4. Галегос
5. А-Мушуейра
6. А-Орреа
7. Ріоторто
8. Санта-Марта-де-Мейлан.

## Релігія
Ріоторто входить до складу Лугоської діоцезії Католицької церкви.